# Montello e Colli Asolani merlot superiore
Il Montello e Colli Asolani Merlot superiore è un vino DOC la cui produzione è consentita nella provincia di Treviso.

## Caratteristiche organolettiche
- colore: rosso rubino tendente al granato con l'invecchiamento.
- odore: vinoso, intenso, caratteristico da giovane, più delicato etereo e gradevole, se invecchiato.
- sapore: asciutto, sapido, robusto di corpo, giustamente tannico, armonico.

## Produzione
Provincia, stagione, volume in ettolitri
- nessun dato disponibile